# Nordjobb
Nordjobb er et nordisk arbejdsmarkedsprogram, der har eksisteret siden 1985. Programmet ejes af Foreningerne Nordens Forbund, FNF, og finansieres af Nordisk Ministerråd, nationale departementer og myndigheder og delvis af projektpenge. Det koordineres fra det nordiske sekretariat, beliggende i København, men Nordjobb har virksomhed i alle de nordiske lande Danmark, Finland, Island, Norge og Sverige, inklusive de selvstyrende områder Færøerne, Grønland og Åland. Nordjobb er ideelt og politisk uafhængigt. Hvert år formidles ca. 700-800 sommerjob til nordiske og europæiske unge mellem 18-30 år. Nordjobbs grundkoncept er at formidle lønarbejde, bolig og kultur- og fritidsprogram til deltagerne. Siden starten i 1985 er mere end 25.000 job blevet formidlet til unge i de nordiske lande.

## Mission
Missionen er at øge mobiliteten blandt unge på det nordiske arbejdsmarked samt at bidrage til at styrke det nordiske arbejdsmarked. Særligt fokus lægges på at modvirke nordisk ungdomsarbejdsløshed. Ud over dette arbejder Nordjobb for at øge kendskabet til de nordiske lande, deres sprog og kulturer blandt programmets deltagere.

## Projekter

### Nordisk Jobstart
Nordisk Jobstart har til hovedformål at øge mobiliteten af unge med højere uddannelse over grænserne i Øresundsregionen. Nordisk Jobstart vil skabe positive effekter på beskæftigelsen hos de unge både på kortere og længere sigt.

### Entreprenørskab over Grænser
Formålet med projektet Entreprenørskab over Grænser er at udvikle en metode der har entreprenørskab i fokus, og at øge selvstændigheden blandt de unge mellem 18-28 år som står uden for arbejdsmarkedet, samtidig er sigtet at strukturerne på arbejdsmarkedet vil blive påvirket af at organisationerne og virksomhederne bliver mere modtagelige for forskellighed og mangfoldighed på arbejdspladsen.